# تیاگو ریبیرو
تیاگو ریبیرو کاردوسو (پرتغالی: Thiago Ribeiro Cardoso؛ زادهٔ ۲۴ فوریهٔ ۱۹۸۶) که با نام تیاگو ریبیرو شناخته می‌شود، بازیکن فوتبال اهل برزیل است.
از باشگاه‌هایی که در آن بازی کرده‌است می‌توان به بوردو، سائو پائولو، الریان، کروزیرو، کالیاری، سانتوس، اتلتیکو مینیرو و باهیا اشاره کرد.